# Deborah Holtz
Deborah Holtz (Ciudad de México, 18 de enero de 1960) es una escritora, periodista, locutora de radio y empresaria. Fundó la asociación de editoriales mexicanas independientes (AEMI) y fue fundadora de su propia casa editorial Trilce Ediciones.

## Educación
Tuvo una infancia marcada por el abandono de su madre cuando contaba cuatro años. Vivió con su padre y su hermana en Los Ángeles durante un año.  De vuelta en México, asistió a la escuela Ciudad de México y a la Universidad Iberoamericana, donde estudió Comunicación. Realizó una maestría en Sociología en la London School of Economics and Political Science; su tesis fue sobre Althusser.
Posteriormente llevó a cabo estudios en especialización editorial en la Universidad de Stanford y de cine en la Universidad de Nueva York.
Su primer acercamiento al periodismo fue cuando tenía 14 años. Hizo un artículo, como tarea escolar, sobre la situación en un asilo de ancianos supervivientes del holocausto.

## Carrera profesional
Tras regresar a México después de finalizar la maestría en Londres, fundó la casa editorial Trilce junto con varios compañeros. La empresa se dedica a la publicación de  contenidos originales en diferentes géneros, desde el arte y la cultura popular hasta la poesía y literatura infantil y juvenil. Entre las actividades de la empresa se cuentan la producción de exposiciones y series de televisión, como Sensacional de Diseño Mexicano, en coproducción con canal Once.
En paralelo con la dirección de la editorial, escribió reportajes para el periódico Reforma y fue presentadora de programas de televisión y de radio, como Salsajazzeando. Durante cuatro años estuvo al frente de la Alianza de Editoriales Mexicanas Independientes, que agrupa a varias decenas de editoriales.
Holz también ha participado en consejos de cultura y organizaciones ciudadanas.